# Alla Kušnir
Alla Šulimovna Kušnir (in russo Алла Шулимовна Кушнир? in ebraico אלה קושניר‎?; Mosca, 11 agosto 1941 – Tel Aviv, 2 agosto 2013) è stata una scacchista israeliana di origine sovietica.
Disputò tre match per il titolo mondiale femminile con la detentrice Nona Gaprindashvili:
- 1965: perse a Riga (+3 –7 =3)
- 1969: perse a Tbilisi-Mosca (+2 –6 =5)
- 1972: perse a Riga (+4 –5 =7)

Partecipò a tre olimpiadi degli scacchi, nel 1969 e 1972 con l'URSS, nel 1976 con Israele. Vinse sei medaglie d'oro, tre di squadra e tre individuali.
Nel 1973 si sposò ed emigrò in Israele.
Nel 1976 ottenne il titolo di Grande Maestro Femminile.
Altri risultati della sua carriera furono i seguenti:
- 1962: seconda a Tbilisi-Sukhumi
- 1969: prima a Sinaia
- 1970: pari prima a Bălți nel Campionato sovietico femminile
- 1971: prima a Belgrado; prima a Mosca
- 1973: prima a Vrnjačka Banja

Nel 1978 raggiunse la finale del torneo delle candidate, ma perse contro Majja Čiburdanidze.